# Ray-Ban

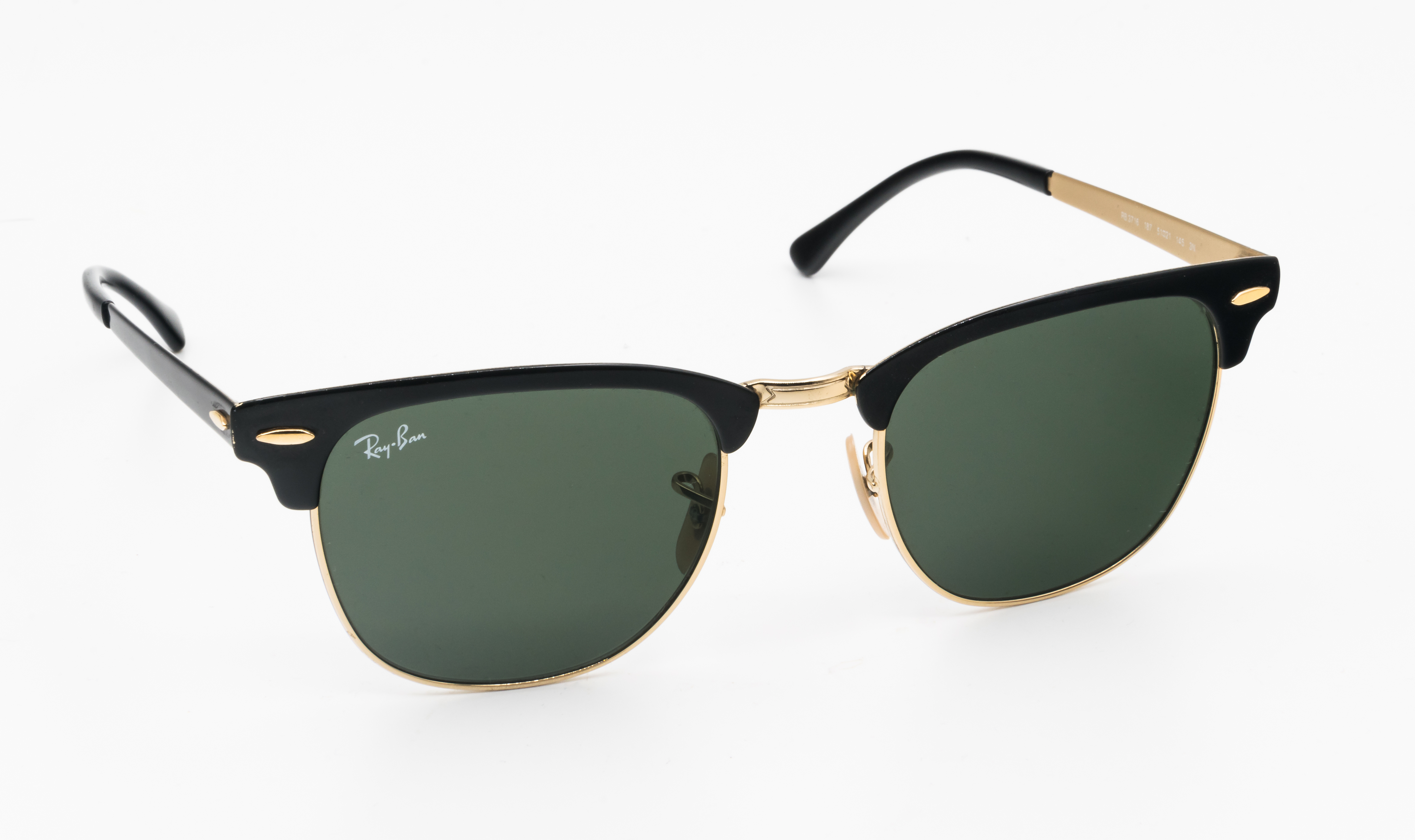
Okulary przeciwsłoneczne Ray-Ban

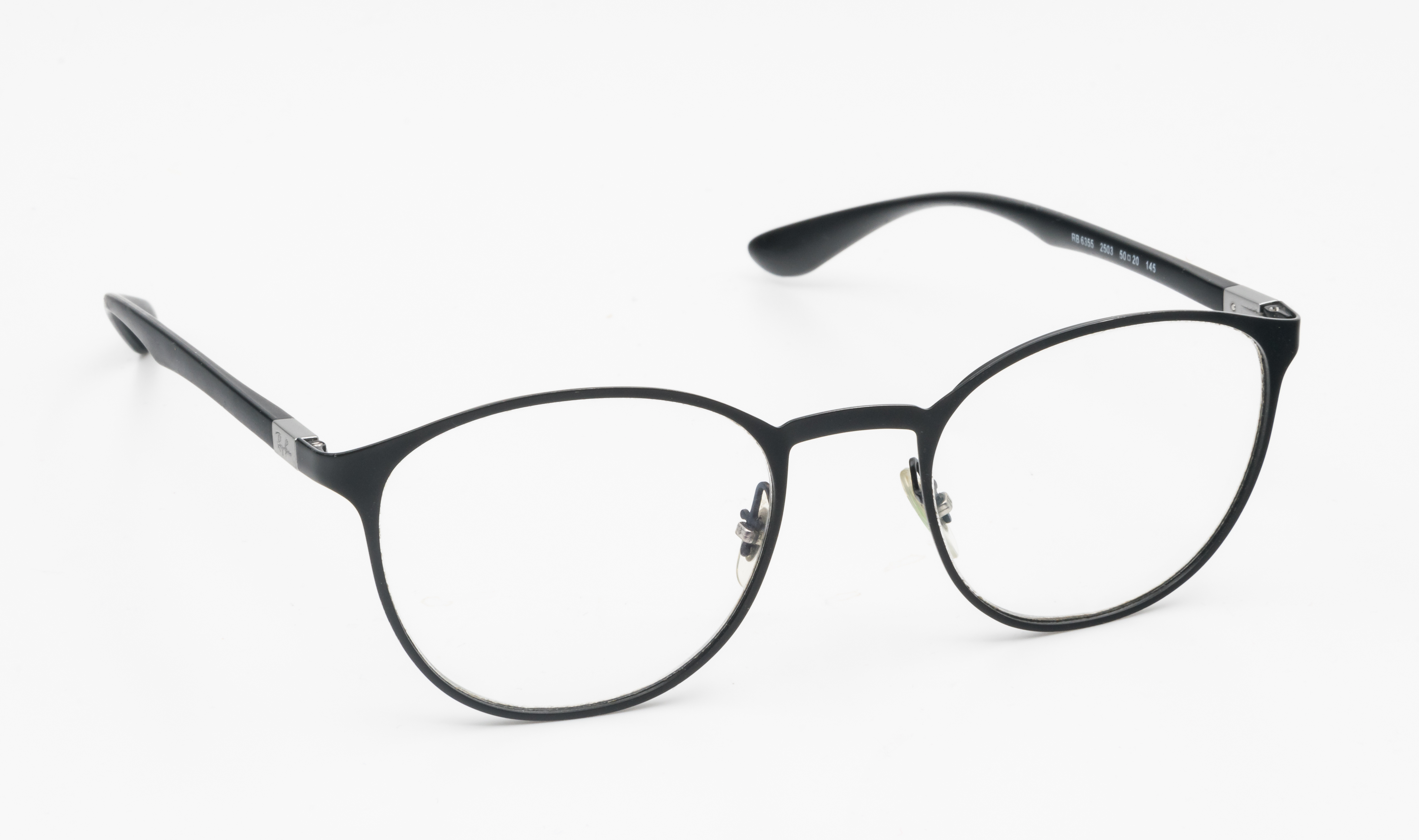
Okulary korekcyjne Ray-Ban

Ray-Ban – marka okularów (głównie przeciwsłonecznych, ale także korekcyjnych), założona w 1937 roku przez firmę Bausch & Lomb. Jedna z najbardziej innowacyjnych i rozpoznawalnych marek w świecie okularów.

## Historia marki
W roku 1999 marka została sprzedana włoskiej firmie Luxottica Group za 640 mln USD. Już w 2014 roku marka Ray-Ban wygenerowała aż 2,065 mld EUR przychodu, co stanowiło 27% sprzedaży firmy Luxottica. Aktualnie Marka Ray-Ban według szacunków stanowi 5% wartości globalnego rynku optycznego i jest największą marką okularów na świecie.
Okulary Ray-Ban nosili m.in. generał Douglas MacArthur (Generał John MacCready w 1939 zamówił pierwsze okulary dla pilotów US Air Corps, które dały początek modelowi Aviator), Tom Cruise (w filmie Top Gun), George Michael (z zespołu Wham!), Bob Dylan, Blues Brothers (John Belushi i Dan Aykroyd) z filmu The Blues Brothers, Sylvester Stallone w filmie Cobra (model RB3030), a także Michael Jackson na przestrzeni wielu lat używał wielu modeli tej firmy.

## Modele
Najpopularniejsze modele okularów Ray-Ban to Aviator, Clubmaster i Wayfarer. Model Wayfarer powstał w latach 50. i jest szczególnie ceniony przez gwiazdy Hollywood i celebrytów. Oprawki nosili m.in. Marilyn Monroe, Cary Grant i Kim Novak.

## Soczewki
Poza kultowymi modelami okularów, markę Ray-Ban wyróżniają używane w nich szkła. Do dziś montowane szkła G-15 i B-15 mają swój początek w 1953 roku, kiedy to zostały użyte po raz pierwszy.

### G-15
Soczewka o zabarwieniu zielonym, absorbuje 85% widocznego światła (trzeci stopień zabarwienia) i blokuje większość niebieskiego światła, co ma wpływ na przejrzystość obrazu i kontrast kolorów. Zapewnia ochronę przed szkodliwym promieniowaniem UV do 400 nm (100% UVA, 100% UVB). Soczewka G-15 dostępna jest także z polaryzacją.

### B-15
Soczewka o zabarwieniu brązowym, absorbująca 85% światła widzialnego (trzeci stopień zabarwienia). Dzięki ciepłej barwie, poprawia kontrast oraz ostrzejsze widzenie w warunkach słabego oświetlenia. Zapewnia ochronę przed szkodliwym promieniowaniem UV do 400 nm (100% UVA, 100% UVB). Soczewka B-15 dostępna jest także z polaryzacją.